# تور ۱۹۶۵ کینکس در آمریکا
تور ۱۹۶۵ کینکس در آمریکا (انگلیسی: The Kinks' 1965 US tour) یک رویداد مهم در تاریخ گروه راک بریتانیایی بود. گروه کینکس، متشکل از برادران ری و دیو دیویس، همراه با میک آووری و پیت کوایف، اولین تور بزرگ خود را در ایالات متحده در سال ۱۹۶۵ آغاز کردند. این تور در زمان حساسی برای گروه برگزار شد، زیرا آنها در سطح بین‌المللی محبوبیت پیدا کردند. این تور از آوریل تا می ۱۹۶۵ برگزار شد و شامل اجراهای متعدد در شهرهای مختلف ایالات متحده بود. گروه کینکس در سالن‌های برجسته ای مانند The Whiskey a Go Go در لس آنجلس و تئاتر Brooklyn Fox در شهر نیویورک اجرا داشتند. آنها همچنین در برنامه‌های تلویزیونی محبوبی مانند "اد سالیوان شو" و "شیندیگ!" حضور داشتند.
با این حال، کینکس در طول تور ایالات متحده با چالش‌هایی مواجه شد. مشکلاتی در سیستم صوتی و تقویت کننده‌های استفاده شده وجود داشت که بر اجرای زنده آنها تأثیر گذاشت. بعلاوه، تصویر سرکش گروه و شیطنت‌های روی صحنه، از جمله تخریب تجهیزات، گاهی اوقات باعث می‌شد که آنها از برخی سالن‌ها ممنوع شوند.
علی‌رغم این چالش‌ها، تور آمریکایی The Kinks در سال ۱۹۶۵ به تقویت حضور آن‌ها در صحنه موسیقی آمریکا کمک کرد. همچنین راه را برای موفقیت‌های آینده هموار کرد، زیرا آنها به تورهای گسترده و انتشار آهنگ‌های موفق بیشتری در دهه ۱۹۶۰ و پس از آن ادامه دادند.
به‌طور کلی، تور 1965 The Kinks در ایالات متحده نقطه عطف مهمی در حرفه آنها بود که به آنها اجازه داد طرفداران اختصاصی به دست آورند و خود را بیشتر به عنوان یکی از گروه‌های راک پیشگام در آن دوران تثبیت کنند.